# Heinrich Buschmann & Söhne
Die Heinrich Buschmann & Söhne GmbH ist eine Werft in Hamburg.

## Geschichte
Johann Thomas Theodor Buschmann gründete am 21. Juni 1882 eine kleine Werft auf Steinwerder. Die Ausbreitung von Blohm + Voss führte 1893 zur Umsiedlung auf den Ross am Köhlbrand.
Nach dem Tod des Gründers 1912 wurde die Werft von den Söhnen Theodor und Heinrich Buschmann weitergeführt. 1934 trennten sich die Brüder. Theodor Buschmann führte den Betrieb des Vaters weiter und baute nach der Zerstörung durch den Zweiten Weltkrieg 1945 einen neuen Werftbetrieb am Reiherstieg.
Sein Bruder Heinrich Buschmann übernahm 1935 auf der Peute die Werft vom Westfälischen Kohlekontor, auf der Schuten und Binnenschiffe gebaut wurden. Diese Werft wurde seit 1972 von den Söhnen Herbert und Ernst Buschmann geführt. Seit 1979 ist Ernst Buschmann der alleinige Inhaber. Sie firmiert als Heinrich Buschmann & Söhne GmbH und verfügt unter anderen über eine Querslipanlage (90 × 11 m, 600 t) eine Längsslipanlage (20 × 7 m) und ein Schwimmdock (26 × 12,50 m) mit 300 t Tragfähigkeit.
Neben dem Neubau von Bargen, Pontons, Hausbooten und Schleppschiffen werden Reparaturen und Wartungsarbeiten an Binnenschiffen, Leichtern, Pontons und Schleppern durchgeführt.